# 新美静代
新美静代（にいみ しずよ） は、日本のタレント・ラジオパーソナリティ。愛称は「シー坊」・「シーちゃん」

## 来歴
CBCラジオのラジオ朝市の四代目アシスタントを務めた。
2003年3月に「ツー快!お昼ドキッ」を卒業後、東京へ上京して音楽プロモーターに転職した。

## 出演番組
- テレビ
  - 週末ジャーナル 土曜9時半・さわやか生放送（レポーター）
- ラジオ
  - ラジオ朝市（1981年 - 1993年10月）
  - シー坊の平日天国（1993年10月 - 1994年3月）[3]
  - シー坊の平日天国II（1994年10月 - 1995年3月）
  - シー坊の月曜天国（1995年4月 - 1995年9月）
  - CDRADIO 〜カウントダウン・ラジオ〜[4]
  - ツー快!お昼ドキッ（2000年6月 - 2003年3月）